# Musik klingt in die Welt hinaus
Musik klingt in die Welt hinaus – singiel austriackiego piosenkarza Egona Egemanna napisany przez Cornelię Lackner i wydany w 1990 roku.
Pod koniec lutego 1990 roku utwór wygrał finał szwajcarskich eliminacji eurowizyjnych po zdobyciu największego poparcia jurorów i dziennikarzy, dzięki czemu został wybrany na propozycję reprezentującą Szwajcarię w 35. Konkursie Piosenki Eurowizji organizowanym w Millstreet. 5 maja został zaprezentowany przez Egemanna w finale widowiska i zajął ostatecznie jedenaste miejsce z 51 punktami na koncie, w tym m.in. z maksymalnymi notami 12 punktów z Danii i Grecji.
Oprócz niemieckojęzycznej wersji singla, piosenkarz nagrał utwór także w języku angielskim – „A Song Goes Out Around the World”.

## Lista utworów
CD single (Musik klingt in die Welt hinaus)
1. „Musik klingt in die Welt hinaus” (German Version) – 3:03
2. „A Song Goes Out Around the World” (English Version) – 3:03

CD single (A Song Goes Out Around the World)
1. „A Song Goes Out Around the World” – 3:05
2. „A Song Goes Out Around the World” (Instrumental Version) – 3:05